# جاكوب ريتشارد شرام
جاكوب ريتشارد شرام عالم نبات أمريكي ولد في 6 فبراير 1885، مقاطعة هانكوك، انديانا، توفي 13 يناير 1976، انديانابوليس بولاية انديانا.